# 배턴루지 캐피털즈
배턴루지 캐피털즈(Baton Rouge Capitals)는 미국 루이지애나주 배턴루지를 연고지로 하는 아마추어 축구팀이다. 현재 USL 프리미어 디벨로프먼트 리그에 참가하고 있다.